# Сельцо (Владимирская область)
Сельцо — село в Суздальском районе Владимирской области России. Административный центр Селецкого сельского поселения.

## География
Село расположено на западной окраине Суздаля, на реке Каменка. На южной окраине села располагается пос. Новый.
В селе имеются улицы: 
- Суздальская (фактически продолжение суздальской улицы Стромынка - древней дороги на Москву), 
- Центральная (фактически продолжение суздальской улицы Коровники - бывшего одноименного села), 
- Красноармейская (проходит рядом и параллельно одноименной суздальской улице), 
- Зеленая, 
- Новая.

## История
В семье священника Михаила Ивановича Санинского, переведенного сюда в 1814 году, прошли детские годы его сына протоиерея Ф. М. Надеждина.
В конце XIX — начале XX века село входило в состав Яневской волости Суздальского уезда, с 1924 года — в составе Суздальской волости Владимирского уезда. В 1859 году в селе числилось 87 дворов, в 1905 году — 111 дворов.
С 1929 года село являлась центром Селецкого сельсовета Суздальского района, с 1954 года — в составе Кидекшанского сельсовета, с 1974 года — центр Селецкого сельсовета, с 2005 года — в составе Селецкого сельского поселения.

## Население
| 1859 | 1905 | 1926 | 2002 | 2010 | 2021 |
| ---- | ---- | ---- | ---- | ---- | ---- |
| 527  | ↗651 | ↗793 | ↘292 | ↘283 | ↗343 |

## Достопримечательности
В селе имеется Памятник участникам Великой Отечественной войны (на ул. Центральная).
Рядом с селом (Красноармейский пер. г. Суздаля) располагается часовня на месте снесенного храма (на заброшенном кладбище с. Сельцо, на берегу р. Каменка).
На окраине села расположены памятники археологии — три древнерусских селища XI - XII веков.

## Транспорт
Ходит маршрут 3 суздальского городского автобуса.